# Tilisarao
Tilisarao – miasto w Argentynie, w prowincji San Luis, w departamencie Chacabuco.
Według danych szacunkowych na rok 2010 miejscowość liczyła 6 256 mieszkańców.